# Östliches Tschagatai-Khanat
Das Östliche Tschagatai-Khanat (1347–1570 oder 1347–1680) war ein Nachfolgereich des Tschagatai-Khanats in Zentralasien und bestand zwischen der Mitte des 14. und dem 16. Jahrhundert – unter Berücksichtigung des Yarkant-Khanats bis zum 17. Jahrhundert.

## Geografie

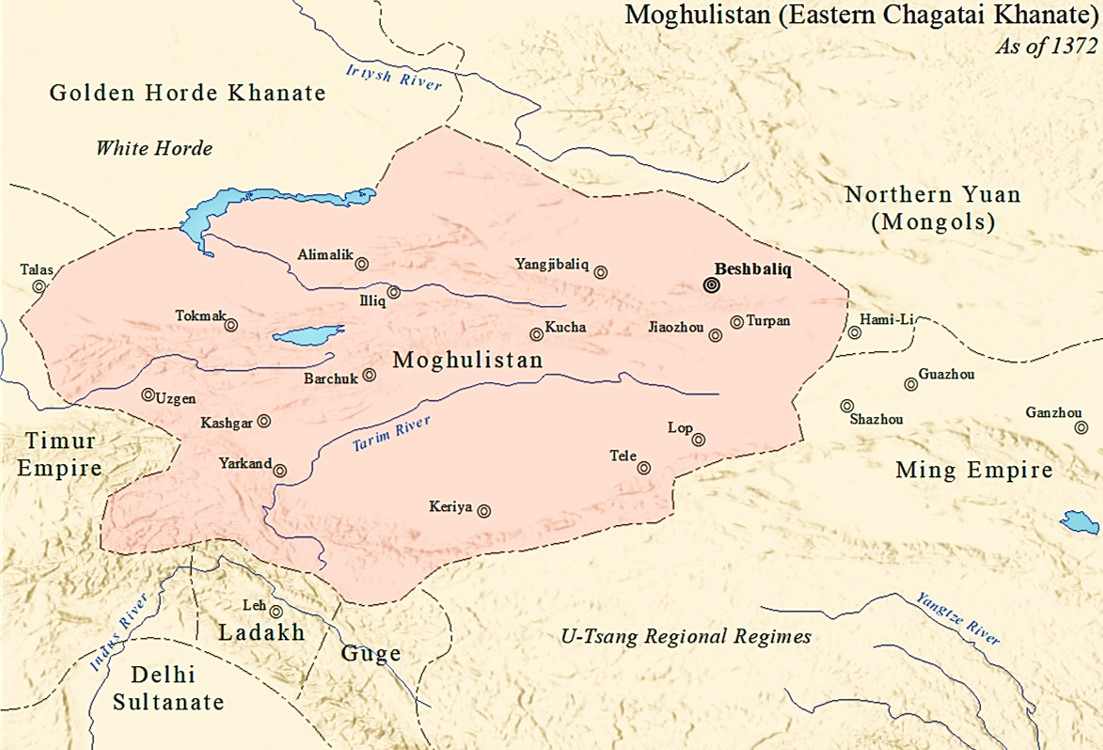
Östliches Tschagatai-Khanat (1372)

Das Gebiet des Östlichen Tschagatai-Khanats stimmt weitgehend mit Mogulistan überein.
Es ist durchzogen von den Flüssen Tarim, Ili, der im Norden in den Balchaschsee mündet, und Naryn, der rechte Quellfluss des Syrdarja, der südlich des Yssykköl entspringt.
Wichtige Orte sind (alphabetisch): Alimalik, Barchuk, Beshbaliq, Illiq, Jiaozhou, Kashgar, Keriya, Kucha, Lop, Tele, Tokmak, Turpan, Uzgen, Yangjibaliq und Yarkand.
Benachbarte Reiche waren (im Uhrzeigersinn): Nördliche Yuan (Mongolen), Ming-Reich, Ü-Tsang (regionale Herrschaften), Guge, Ladakh, Reich Timurs, und Weiße Horde (Goldene Horde). Nicht unmittelbar angrenzend lag im Südwesten das Sultanat von Delhi.

## Geschichte
Im Tschagatai-Khanat herrschten im 14. Jahrhunderts unterschiedliche sozioökonomische Lebensverhältnisse. Als Khan Tarmaschirin 1333 den Islam zur Staatsreligion erhob, führte dies zur Spaltung:
- Westlicher Teil: Transoxanien oder Mawarannahr: Eher traditionelle mongolische und nomadische Strukturen, kein Aufblühen der Städte.
- Östlicher Teil: Mogulistan mit dem Ili-Fluss-Becken, entspricht dem Gebiet des Östlichen Tschagatai-Khanats: Mit einer islamisierte türkischen Aristokratie, sesshafte Strukturen mit Landwirtschaft und Städten.

Die Herrscher des Östlichen Tschagatai-Khanats waren überwiegend Tschagataiden, die Hauptstadt war zunächst Almaliq, Khan Kebek (1318–1326) verlegte die Hauptstadt nach Qarshi im westlichen Reichsteil Mawarannahr. 
Die Tschagataiden konnten sich nach 1346/47 nur im Östlichen Tschagatai-Khanat an der Macht halten. Dort brachte der Herrscher von Aksu, der Dughlat-Emir Puladchi, 1347 den 18-jährigen Prinzen Tughluk Timur an die Macht, der sich dem von den Türken eingesetzten Khan des Tschagatai-Khanats, Danischmjendsch, widersetzte, aber auch zum Islam übertrat. 1361 besetzte er Transoxanien, setzte den Khan des westlichen Teils Shah Temur ab und vereinigte nochmals das Tschagatai-Khanat. 
Nach seinem Tod 1363 zog sich sein Sohn Ilyas Khoja nach Ili zurück und das Tschagatai-Khanat zerfiel 1365 wieder in zwei Teile, kurz übernahmen die Timuriden  die Herrschaft im westlichen Teil des Khanats. 
Der östliche Teil des Khanats wird in den chinesischen historischen Aufzeichnungen mit den Namen der Hauptstädte bezeichnet, der Reihe nach mit
- Beshbaliq[4]
- Ili Balik[5] (nach Vais Khan)
- Turfan[6] (nach Emil Hoca und Sultan Ali[7]; d. h. Yunus Khan).

1570 kämpfte der letzte Herrscher Mansur Khan des Turfan-Khanats gegen das Yarkant-Khanat, das ebenfalls auf das Tschagatai-Khanat zurückging, und wurde gefangen genommen. Damit endete das Östliche Tschagatai-Khanat.

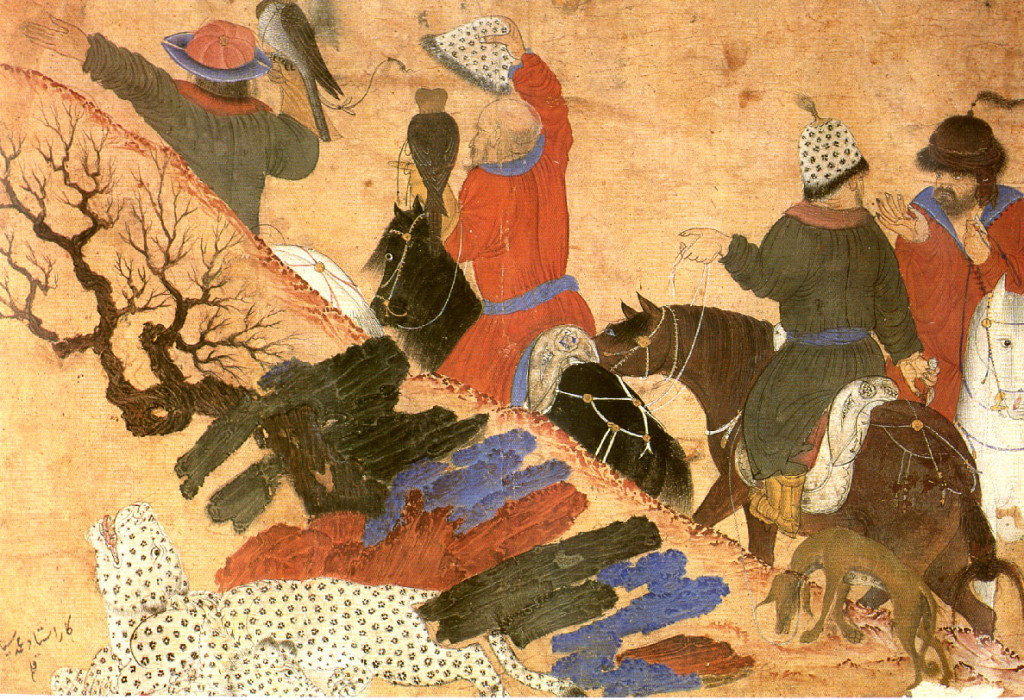
Mongolen aus der Truppe von Sultan Ahmad (Ahmad Alaq) auf Falkenjagd. Miniatur aus Scheibaniname von Muhammad Salih (16. Jahrhundert)

Sultan Said Khan, der Sohn von Sultan Ahmad (Ahmad Alaq), hatte im Jahr 1514 das Yarkant-Khanat gegründet, das nun 1570 Turfan erobert hatte. Auch mit Blick auf die Vererbung an den ältesten Sohn im Östlichen Tschagatai-Khanat könnte man dies als die Fortsetzung des Östlichen Tschagatai-Khanats betrachten; dann wäre die Eroberung Turfans quasi die Wiedervereinigung des Westlichen und Östlichen Tschagatai-Khanats.
Das Yarkant-Khanat bestand bis 1680 und wurde dann von den Dsungaren zerschlagen; damit war die Geschichte des Östlichen Tschagatai-Khanats endgültig beendet. Zumeist jedoch wird die Geschichte des Yarkant-Khanats separat betrachtet.

## Herrscher
Die Angaben zu den schwer zu überblickenden Herrschaftszeiten sind aufgrund unterschiedlicher Angaben in den Quellen teilweise ungefähre Angaben.:
- Tughluk Timur (1347–1362 oder 1363)
- Ilias Hoja (1362 oder 1363–1365 oder 1368 bzw. 1369), Tughluks Sohn
- Qamar ad-Din (1365 oder 1368 – vor 1388), ein Dughlat

Beshbaliq
- Khizr Hoja / Khizr Chodscha / Khizr Khwaja (1389–1399) oder (nicht später als 1386–vor 1404), ein weiterer Sohn Tughluks
- Shams-i Jahan (ca. 1399–1408) oder (vor 1404–1408)
- Muhammed Khan (1408–1416 oder 1415)
- Naksh-i Jahan (1415 oder 1416–1418)

Ili Balik
- Vais Khan[8] (1418–1428) oder (1420–1437)
- Esen Bugha (1428/34–1462) oder (1437–1462)
- Dost Muhammad (1462–1469 oder 1468)
- Kebek Sultan Oghlan

Yunus-Nachfahren
- Yunus (1462 oder 1468–1487)
- Sultan Mahmud (1487–1508)

Turfan
- Yunus Khan (Sultan Ali)
- Sultan Ahmad (–1503, in Aksu) und Mahmud  (–1508, in Taschkent) (1487–1503)
- Mansur Khan (1501–1542) oder (ca. 1503–1514 bzw. –1543/5 Teilherrscher in Ili-Region)
- Shah Khan (1542–1565)
- Mansur Khan (1565–1570)

Yarkant-Khanat
- Sultan Said Khan  (Teilherrscher in Kaschgar) (1514–1533)
- Abdur Raschid  (ca. 1533–1565, Teilherrscher in Kaschgar) (1533–1560)
- Abdul Karim (1560–1592)
- Muhammad Sultan (1592–1610)
- Muhammed II (1610–1619)
- Shudja ad Din Ahmad Khan (1615)
- Kuraysh Sultan (1619)
- Abd al-Latif Anak Khan (1619–1631)
- Sultan Ahmad Khan (Pulat Khan) (1631–1632)
- Mahmud Sultan (Qilich Khan) (1632–1635)
- Sultan Ahmad Khan (Pulat Khan) (1635–1638)
- Abdullah Khan (1638–1667)
- Yulbars Khan (1667–1669)
- Abd al Latif Sultan (1669–1670)
- Ismail Khan (1667–1680)